# Церква Різдва Христового (Добряни)
Церква Різдва Христового в Добрянах — храм УГКЦ, пам'ятка архітектури місцевого значення в селі Добрянах Тростянецької громади Стрийського району Львівської области України.

## Історія
1582 року ієромонах Григорій Панашівський в селі заснував василіянський чоловічий монастир Вознесіння Господнього. 1680 року зведений храм Благовіщення Пресвятої Богородиці, який належав до згаданого монастиря.
Мурований храм покритий ґонтом збудований 1814 року за проєктом архітектора Михаеля Фабрі на місці старішої дерев'яної церкви, яка існувала ще в 1832 році. У 1920-х роках церкву перекрили бляхою.
У храмі є іконостас кін. 19 — поч. 20 ст. Ікони до кивоту намалював Антін Манастирський.
Протягом 2013–2014 років поліхромію святилища здійснив Юрій Вербовський. Авторський проєкт семисвічника у формі писанки здійснили Андрій та Марина Комарницькі.

## Парохи
- о. Андрій Танячкевич
- о. Іван Кропивницький (1832—1833)
- о. Іван Стефанович (1833—1836, адміністратор, 1833—1875)
- о. Володимир Дилинський (1876)
- о. Антін Стефанович (1876—1880, адміністратор)
- о. Яків Підлісецький (1880—1916)
- о. Петро Стернюк (1916—1921, адміністратор)
- о. Володимир Скоробогатий (1921—1923)
- о. Теодор Чаниж
- о. Теодор Дзьоба (1923—1926)
- о. Іван Михайлів (1926—1936)
- о. Зиновій Нарожняк (1936—1938, сотрудник)
- о. Роман Боженко (1936—1939, адміністратор)
- о. Леонід Щирба (1942—1946)